# Скавиця (Малопольське воєводство)
Скавиця (пол. Skawica) — село в Польщі, у гміні Завоя Суського повіту Малопольського воєводства.
Населення — 2623 особи (2011).

## Демографія
Демографічна структура станом на 31 березня 2011 року:
|          | Загалом | Допрацездатний вік | Працездатний вік | Постпрацездатний вік |
| -------- | ------- | ------------------ | ---------------- | -------------------- |
| Чоловіки | 1320    | 323                | 873              | 124                  |
| Жінки    | 1303    | 338                | 706              | 259                  |
| Разом    | 2623    | 661                | 1579             | 383                  |